# Denis-Simon de Marquemont
Denis-Simon de Marquemont (Paris, 30 de setembro de 1572 - Roma, 16 de setembro de 1626) foi um cardeal do século XVII.

## Biografia
Nasceu em Paris em 30 de setembro de 1572. Filho de Denis Simon, sieur de Marquemont, colecionador de tailles de Paris, secretário da rainha Maria de' Medici em 1583, e de Marie Rouillart. Ele foi batizado em 10 de janeiro de 1572 em Saint-Eustache, Paris. Seu primeiro nome também consta como Dionisio Simeone; e como Dinysius de Marquemont. Seu sobrenome é Simon, mas ele está listado em todas as fontes como Marquemont.
Estudou na Universidade de Paris; e na Universidade de Angers, onde obteve o doutorado em utroque iure , tanto em direito canônico quanto em direito civil, em setembro de 1592.
Recebeu a tonsura clerical em 1580. Lecionou por um curto período em Paris depois de 1594. Foi para Roma como secretário de Jacques Davy du Perron, bispo de Evreux, embaixador francês junto à Santa Sé. Por ordem do rei de França permaneceu em Roma como conselheiro do jovem duque do Luxemburgo, novo embaixador francês.
Ordenado em dezembro de 1603, Paris. Camareiro papal. Auditor francês da Sagrada Rota Romana, 1604. Embaixador interino da França junto à Santa Sé; ele teve tanto sucesso que o rei ordenou ao embaixador permanente que não concluísse nenhum negócio sem consultá-lo. Acompanhou de Silléry a Florença para negociar o casamento do rei Henrique IV da França com Maria de' Medici; a negociação foi concluída com sucesso. Abade comendador do mosteiro beneditino de Saint-Germain-Buzzeles.
Eleito arcebispo de Lyon, 5 de novembro de 1612. Consagrado, domingo, 11 de novembro de 1612, na igreja de S. Luigi de' Francesi, Roma, pelo cardeal François de la Rochefoucauld, bispo de Senlis, auxiliado por Volpiano Volpi, arcebispo de Chieti , e por Alessandro Borghi, ex-bispo de Borgo San Sepolcro. Administrador, sede vacante , durante vários anos da diocese de Autun. Participou na Assembleia do Clero de 1614 e foi seu presidente. Embaixador francês junto à Santa Sé em duas ocasiões, 1617 e 1622. Amigo de Francisco de Sales, bispo de Genebra, futuro santo.
Criado cardeal sacerdote no consistório de 19 de janeiro de 1626; recebeu o chapéu vermelho e o título de SS.Trinità al Monte Pincio, em 9 de fevereiro de 1626. Ao ser promovido, já estava afetado por um mal cruel que sofreu com muita paciência e virtude.
Morreu em Roma em 16 de setembro de 1626. Enterrado em seu título.